# 1346
Cette page concerne l'année 1346  du calendrier julien.
L'année 1346 est une année commune qui commence un dimanche.

## Événements
- Janvier : le voyageur marocain Ibn Battûta aborde Samudra, capitale du sultanat de Pasai dans le nord de l'île indonésienne de Sumatra[1].
- 23 février, Inde : les cinq frères Sangama célèbrent au temple de Shiva à Sringeri la domination par le roi de Vijayanâgara Harihara de tout le Deccan d'une côte à l'autre. Après la mort du dernier souverain la dynastie hindou des Hoysala du Mysore, Ballala IV, Harihara devient souverain de l'ancien empire Hoysala[2].

- 10 août : le Majorquin Jacques Ferrer part pour une expédition au Rio de Oro. Il aperçoit les îles Canaries[3]. Ce voyage est mentionné sur l'Atlas catalan de 1375.

- L’émir Kazgan se révolte contre le khan djaghataïde de Transoxiane Qazan, jugé peu loyal, et le tue. Il attribue le trône de Transoxiane à un descendant d’Ögödei, Dânich-mendiya (fin de règne en 1348)[4].
- Peste noire en Égypte[5].

### Europe
- Janvier, Guerre de Cent Ans : en marge de la Guerre de Succession de Bretagne, un capitaine anglais met Lannion à sac.

- 2 février : ouverture des États généraux de la langue d'oïl à Paris[6].
- 17 février : ouverture des États généraux de la langue d'oc à Toulouse[7].
- 13 avril[8] : nouvelle bulle de déposition de l'empereur Louis de Bavière fulminée par le pape Clément VI .
- 16 avril : Étienne Douchan est couronné par le patriarche qu’il a installé à Skopje roi de Serbie et de toutes les Grèces[9]. Il ne peut prendre Constantinople faute de flotte.
- 19 avril[10] : Charles Grimaldi achète Menton qui reste à la famille Grimaldi jusqu'au 29 septembre 1792.
- 21 mai : Jean Cantacuzène accepte de recevoir la couronne impériale byzantine à Andrinople, des mains du Patriarche de Jérusalem. Il entre à Constantinople le 3 février 1347[11].
- 16 juin - 3 septembre[12] : Chios perdue par Gênes en 1329, est reconquise par une compagnie d’armateur Génois, la mahone.
- 11 juillet[13] : élection de Charles IV, empereur romain germanique après la déposition de Louis IV (jusqu'en 1378).
- 12 juillet, guerre de Cent Ans : Édouard III d'Angleterre débarque tranquillement, avec 15 000 hommes à Saint Vaast la Hougue. Il commence une chevauchée qui le mènera jusque Calais au début de septembre.
- 21 juillet, guerre de Cent Ans : Renault de Gobehen, sous la conduite de Geoffroy d'Harcourt, brûle les faubourgs d'Avranches pour Édouard III, qui envahissait la Normandie[14].
- 31 juillet : bulle de Clément VI consacrant la fondation de l'université de Valladolid en Espagne[15].
- 20 août : Louis de Tarente épouse Jeanne de Naples[16]. Le roi Louis de Hongrie, furieux, intervient militairement (1347-1348). Jeanne quitte Naples pour la Provence, puis rejoint Avignon (1348).
- 24 août, guerre de Cent Ans : les troupes anglaises, qui pillent et brûlent les villages du Ponthieu sur leur passage, mettent à sac Ponthoile le jour de la Saint-Barthélémy, à peine deux jours avant la bataille de Crécy, brûlant l'Église, datant du XIIe siècle[17].
- 26 août : Philippe VI, roi de France, subit une lourde défaite à la bataille de Crécy, vaincu par les archers anglais, contre le roi d'Angleterre Édouard III et le Prince Noir. Première utilisation de canons (bombardes) en Occident (Cette affirmation est controversée et n'est pas citée par tous les chroniqueurs de l'époque)[18].
- 29 août[19] : l'Estonie passe sous le gouvernement des Chevaliers teutoniques qui l'ont achetée pour 19 000 marks d'argent au Danemark.
- 4 septembre : début du siège de Calais par les Anglais[20].

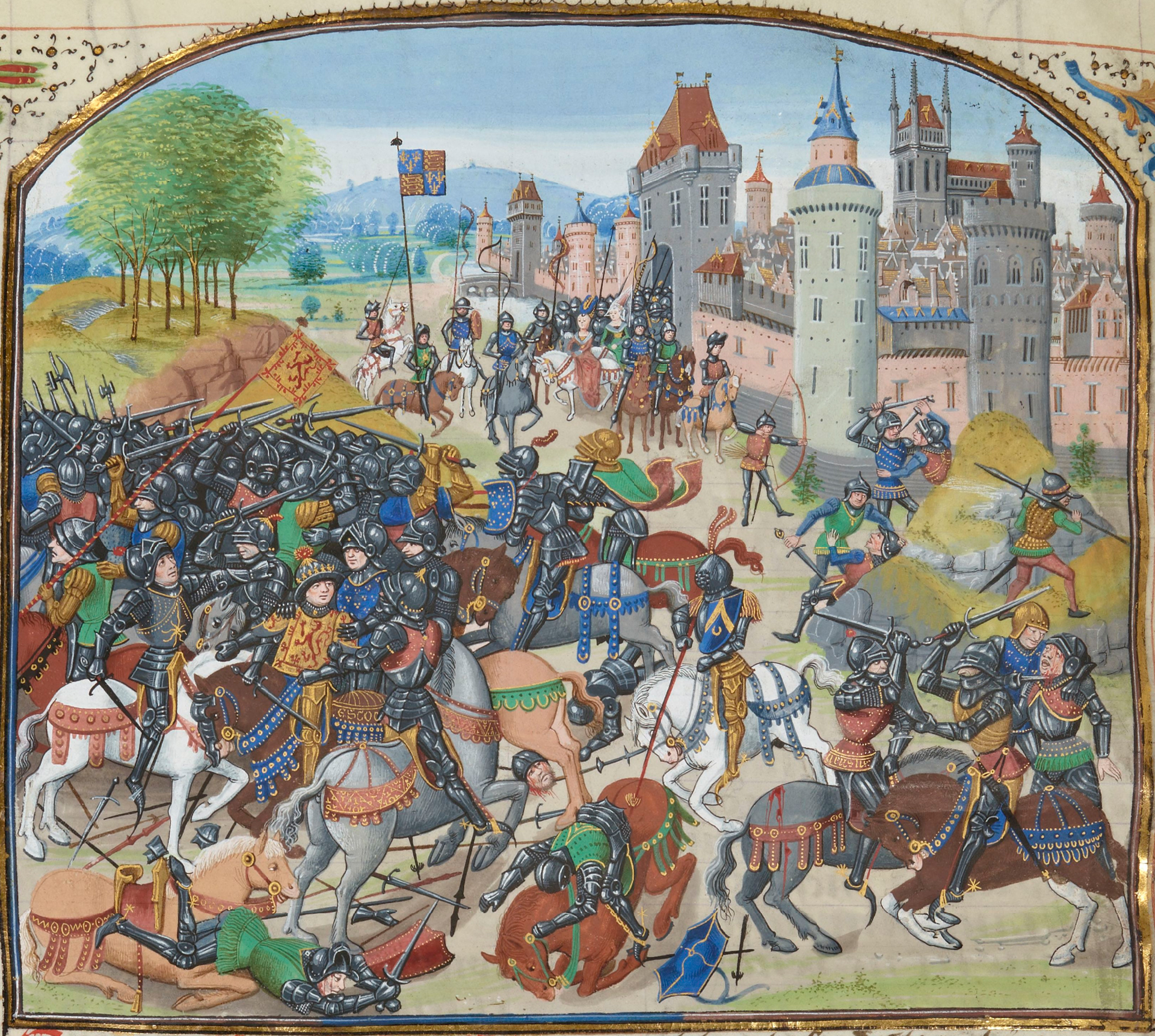
17 octobre : bataille de Neville's Cross, miniature de Jean Froissart

- 17 octobre : David II d'Écosse envahit l’Angleterre mais est battu à Neville’s Cross et capturé jusqu’en 1357[21].
- 25 novembre : couronnement de l'empereur Charles IV du Saint-Empire à Bonn[22].

- Mauvaises récoltes en Europe occidentale (Italie, France, Angleterre, 1346-1347)[23].
- Édouard III fonde l’ordre de la Jarretière (1346-1348[24]).
- En Bohême, l’idée monarchique est renforcée par un code suivant l’exemple français (Majestas Carolina, abrogées en 1355). La couronne (corona regni) devient le symbole de la Bohême[25].
- Sainte Brigitte (1302-1373) reçoit le roi de Suède et la reine Blanche de Namur au monastère de Vadstena[26].